# Дзеркальна маска
«Дзеркальна маска» (Mirror Mask) — художній фільм — темне фентезі 2005 року американських студій «The Jim Henson Company» та «Destination Films» за сценарієм Ніла Геймана і Дейва Маккіна. Режисером став Дейв Маккін. Прем'єра відбулася на кінофестивалі «Санденс» 2005 року.. Реакція оглядачів була неоднозначною: похвала візуальним ефектам, але критика сюжету та сценарію.

## Про фільм
Гелена — дочка циркачів, жонглює разом із батьками Джоанною та Моррісом у сімейному цирку, але мріє повернутися до реального життя. Їй здається, що життя нудне і одноманітне, а батьки придушують її свободу. Тому вона малює на стінах свого фургончика чарівний світ Світла і Темряви, вигадує його мешканців та дивні закони, за якими цей світ живе.
Одного разу Гелена свариться з матір'ю, а по тому та прямо під час вистави втрачає свідомість і потрапляє до лікарні. Поки Гелена залишається з бабусею, вона дізнається, що її матері потрібна операція, і звинувачувати в ситуації може лише себе. Батько опиняється у важкій ситуації — якщо цирк не поїде на гастролі, він збанкрутує, але й поїхати, залишивши дружину у лікарні, він не може.
Засмучена Гелена раптово виявляє, що вигаданий нею світ перемішується з реальністю — прокинувшись вночі, вона майже без своєї волі опиняється у магічному сюрреалістичному світі, дивно схожому на її власні малюнки. Гелена прокидається у стані, схожому на сон, і виходить зі своєї будівлі, де зовні знаходиться трійця артистів. Коли артисти виступають для неї, тінь вторгається на територію, і двоє артистів поглинаються нею. Третій, жонглер Валентин, допомагає Гелені швидко знайти безпечне місце за допомогою чарівних літаючих книг.
Цей світ ділиться на Світлу і Темну сторону, кожна з яких має свою королеву (у її образі Гелена в обох випадках уявляє свою матір). Місто Світла повільно поглинають тіні, змушуючи його найрізноманітніших мешканців тікати. Невдовзі Гелену помилково приймають за Принцесу. Її та Валентина відводять до Прем'єр-міністра. Він пояснює, що Принцеса з Країни Тіней вкрала чарівний амулет із Білого Міста, залишивши їхню Королеву Світла у стані неприродного сну, а Місто — вразливим до Тіней.
Жителі Світлого боку — артисти-циркачі, які заробляють своє життя своїм мистецтвом; усі мешканці цього світу носять маски. Але він населений не тільки людьми — там є дивні тварини-сфінкси, які володіють котячими звичками, говорять загадками і харчуються книгами. Є повітряні риби, загадкові очі-павуки, велетні, що ширяють у повітрі, та інші істоти. Провідником Гелени в цьому химерному світі стає Валентайн. Для того, щоб розчарувати Світлу Королеву, необхідно знайти талісман, про природу якого нічого не відомо. Щоб спокутувати провину перед матір'ю, Гелена хоче врятувати Світлу королеву та готова знайти загадковий талісман. У цьому їй допоможе Валентайн та «Дуже корисна книга», яка сама прилетіла до неї у Міській бібліотеці.
Намагаючись випередити тіні, Гелена та Валентин ідуть за підказками до чарів під назвою «Дзеркальна Маска». Гелена виявляє — дивлячись крізь вікна будівель, вона може бачити свою спальню в реальному світі, крізь малюнки вікон, які вона створила та повісила на стіну своєї кімнати. Вона виявляє, що там живе її двійник — і поступово розуміє, що дівчина, яку вона бачить у своєму світі, дуже схожа на неї. Але це не вона сама, а загадкова Темна принцеса, яка постійно свариться з батьком.
Першим етапом пошуків стає зустріч з «велетнями, що обертаються», які повідомляють, що талісман — це дзеркальна маска. Також вони дають їй скриньку, в якій лежить ключ. Другий етап — це розмова з господаркою магазину масок. Від неї вони дізнаються, що дзеркальна маска здатна дати людині те, що вона хоч. Гелена з Валентайном піднімається на вершину химерної вежі і там знайомиться із істотами (середнє між орангутангами та птахами), які називають себе «Боб». Втікаючи від тіней, Боби піднімають її в повітря, звідти вона бачить наступний етап пошуків — точку, що світиться на межі Темного і Світлого Королівства, куди істоти її і приносять.
У цьому місці межа між фантазіями та реальністю стає дуже тендітною — Гелені здається, що вона розмовляє з матір'ю в образі Білої королеви, яка їй радить шукати далі і каже, що втрачена річ імовірно, у неї просто під носом. Гелена уявляє маленький будиночок, який тут же з'являється просто перед нею — і в ньому безліч замків, один з яких повинен бути відкритий ключем, що є в неї. Але світ починає трястись — це Темна королева вистежила і забирає її до себе в замок, де зачаровує так, щоб вона забула про своє минуле.
Тим часом Валентайн відкриває ключем замок і дістає записку від Темної принцеси — доньки Темної королеви, яка хотіла втекти з цього фантастичного світу, щоб жити справжнім реальним життям. З цією запискою Валентайн приходить до Гелени і за допомогою циркового мистецтва пробуджує в ній пам'ять. Валентайн зраджує Гелену Королеві Тіней в обмін на велику винагороду коштовностей. Слуги Королеви промивають мізки Гелені, змушуючи її повірити, що вона Принцеса Тіней. Валентин змінює свою думку та повертається до палацу Королеви, допомагаючи Гелені зняти чари.
Гелена розуміє, що Темна принцеса — її двійник, яка помінялася з нею життям. Але зробивши це, вона порушила рівновагу цього світу і він тепер руйнується. Гелена з'ясовує, що принцеса сховала дзеркальну маску там, де ніхто б її не шукав — у дзеркалі. Тепер потрібно знайти одне з тих вікон, які вона бачила по дорозі — вони є єдиними провідниками між світом фантастичним і реальним. При цьому Гелена розуміє — це ті вікна, які вона колись малювала на своїх картинках. Справа ускладнюється тим, що принцеса, яка втекла в реальному світі, знищує її малюнки, а разом з ними зникають і «вікна».
Гелена біжить із замку Темної королеви разом із Валентайном і дзеркальною маскою. Темна королева переслідує її. Валентайн закликає свою вежу, що літає — і в ній Гелена бачить «вікно», але не встигає надягти маску — її двійник-принцеса зриває картинку зі стіни і вікно зникає. Усі малюнки знищені. Але ще залишилося вікно у дверях на дах, яке Гелена розмалювала, як одне з вікон придуманого світу. Гелена вдягає дзеркальну маску і міняється місцями зі своїм двійником.
Ранок. Хелена прокидається на даху свого будинку. До неї приходить батько і будить її. Дзвонить лікар із лікарні та повідомляє, що операція пройшла успішно і мама одужає.
Будні цирку в атмосфері дружби та взаєморозуміння. Туди приходить молодий чоловік, який хоче працювати у цирку. Він дуже схожий на Валентайна

## Знімались
| Актор            | Роль                             |
| ---------------- | -------------------------------- |
| Стефані Леонідас | Гелена Кемпбелл / Чорна Принцеса |
| Джейсон Баррі    | Валентин                         |
| Роб Брайдон      | Моріс                            |
| Джина Маккі      | Джоанна                          |
| Дора Браян       | тітонька Нен                     |
| Стівен Фрай      | бібліотекар                      |
| Енді Гамільтон   | малий Гейрі                      |
| Саймон Гарві     | Сфінкс                           |
| Ленні Генрі      | поліцейські                      |
| Роберт Ллевелін  | Грифон                           |
| Еріл Мейнард     | пані Бегвелл                     |
| Ів Пірс          | майбутня Фруктова леді           |
| Нік Робсон       | Пінго                            |
| Вікторія Вільямс | медсестра                        |
| Рік Аллен        | Чоловік в коробці                |

## Виробництво
Виконавчий продюсер Майкл Поліс зазначив, що ідея створення фільму виникла, коли «The Jim Henson Company» та «Sony Pictures» виявили зацікавленість у створенні фільму, який би продавався у відеопрокаті так само добре, як «Лабіринт» та «Темний кристал». Вони розглядали можливість створення приквелу до «Темного кристалу» та продовження «Лабіринту». Але вирішили, що доцільно спробувати створити щось подібне. Ліза Генсон зв'язалася з Гейманом у 2001 році щодо проєкту. Гейман погодився написати сценарій до фільму, якщо Маккін погодиться режисерувати. Хоча бюджет був обмежений 4 мільйонами доларів, Маккін вважав це достатньою сумою, за пропозицією продюсера Саймона Мурхеда було вирішено знімати в Брайтоні. Маккін описав Брайтон як «більш богемний», і що йому сподобався конкретний багатоквартирний будинок — Embassy Court — який вони використовували.